# 清定陵
清定陵（穆麟德轉寫：tokton munggan）中国清文宗咸丰帝陵，位于河北省遵化市平安峪。咸丰十年至同治五年（1859年—1866年）建，其主要建筑有方城、琉璃陵门、三路三孔石桥、神道碑亭、牌楼门、隆恩门、明楼、宝顶、地宫。

## 定陵被盜
1945年9月，当地盗墓惯犯王绍义等一伙土匪，利用自制的“拐钉钥匙”和炸药，花了数天进入定陵地宫，劈开咸丰皇帝和其皇后孝德显皇后萨克达氏的棺椁，将随葬品盗掠一空。同年底，时任中国共产党冀东军区十五分区对敌工作部部长张尽忠，被王绍义以盗得的陪葬品买通后，把盗陵冠以“斗争皇上大地主”、“帮助群众度过饥荒”之名，广泛动员陵寝地宫的知情者、会用雷管炸药的能人加入，还拉拢了蓟遵兴联合县八区区长介儒。这场盗陵活动，变成一场上千人参与的明火执仗的群体性犯罪：张尽忠把参与盗陵的人员集中起来，各有分工。每次盗陵，都在陵寝周边5华里设置警戒哨，由持枪民兵负责看守，然后由青壮年劳动力负责挖开地宫入口，进入券门。
从1945年底到1946年1月，总计超过千人的盗陵队伍把清东陵（除孝陵之外）的所有陵寝盗掘殆尽，定陵也再次被盗。
1984年修繕，1989年对外开放。